# Gudbrandsdal

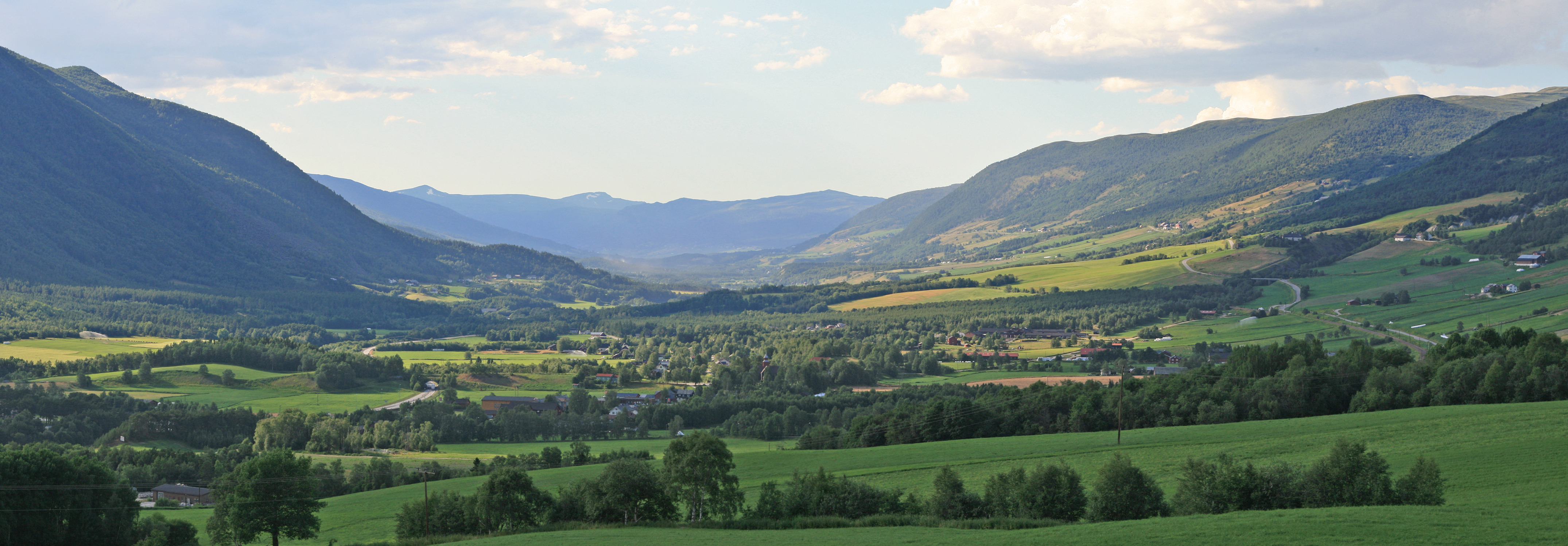
Panorama del Gudbrandsdal en las cercanías de Dovre.

Gudbrandsdal es un distrito tradicional de Noruega y uno de los grandes valles de la región de Østlandet. Se localiza en la provincia de Innlandet y tiene una longitud de 230 km de sur a norte, desde Lillehammer, a 120 m s. n. m., hasta el lago Lesjaskogsvatnet, a 612 m s. n. m.
Gudbrandsdal limita al oeste con Valdres y al este con Østerdal. Su extensión es de 15 342 km² y contaba con poco más de 70 000 habitantes en 2009. Incluye 12 municipios: Lesja, Dovre, Skjåk, Lom, Vågå, Sel, Nord-Fron, Sør-Fron, Ringebu, Øyer, Gausdal y Lillehammer. Es un distrito eminentemente rural, siendo sus únicas ciudades Lillehammer, en el extremo sur, y Otta, en el norte.
Durante la era vikinga, el valle constituyó el reino de Gudbrandsdal.